# Marantao

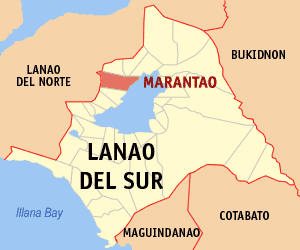
Bản đồ Lanao del Sur với vị trí của Marantao

Marantao là một đô thị hạng 3 ở tỉnh Lanao del Sur, Philippines. Theo điều tra dân số năm 2000 của Philipin, đô thị này có dân số 24.647 người trong 3.598 hộ.

## Các đơn vị hành chính
Marantao được chia ra 34 barangay.
| - Bacayawan - Cawayan Bacolod - Bacong - Camalig Bandara Ingud - Camalig Bubong - Camalig - Inudaran Campong - Cawayan - Daanaingud - Cawayan Kalaw - Kialdan - Lumbac Kialdan | - Cawayan Linuk - Lubo - Inudaran Lumbac - Mantapoli - Matampay - Maul - Nataron - Pagalongan Bacayawan - Pataimas - Poona Marantao - Punud Proper | - Tacub - Maul Ilian - Palao - Banga-Pantar - Batal-Punud - Bubong Madanding (Bubong) - Ilian - Inudaran Loway - Maul Lumbaca Ingud - Poblacion - Tuca Kialdan |